# Гороховатка (приток Роси)
Гороховатка (укр. Горохуватка) — река на Украине, в Киевской области, левый приток реки Рось. Бассейн Днепра. Длина 53 км. Площадь водосборного бассейна 489 км². Долина трапециевидная, шириной 1,5 км. Русло слабоизвилистое, среднестатистическая ширина 5 м, глубина 1 м. Русло зарегулирована прудами. Используется для орошения.

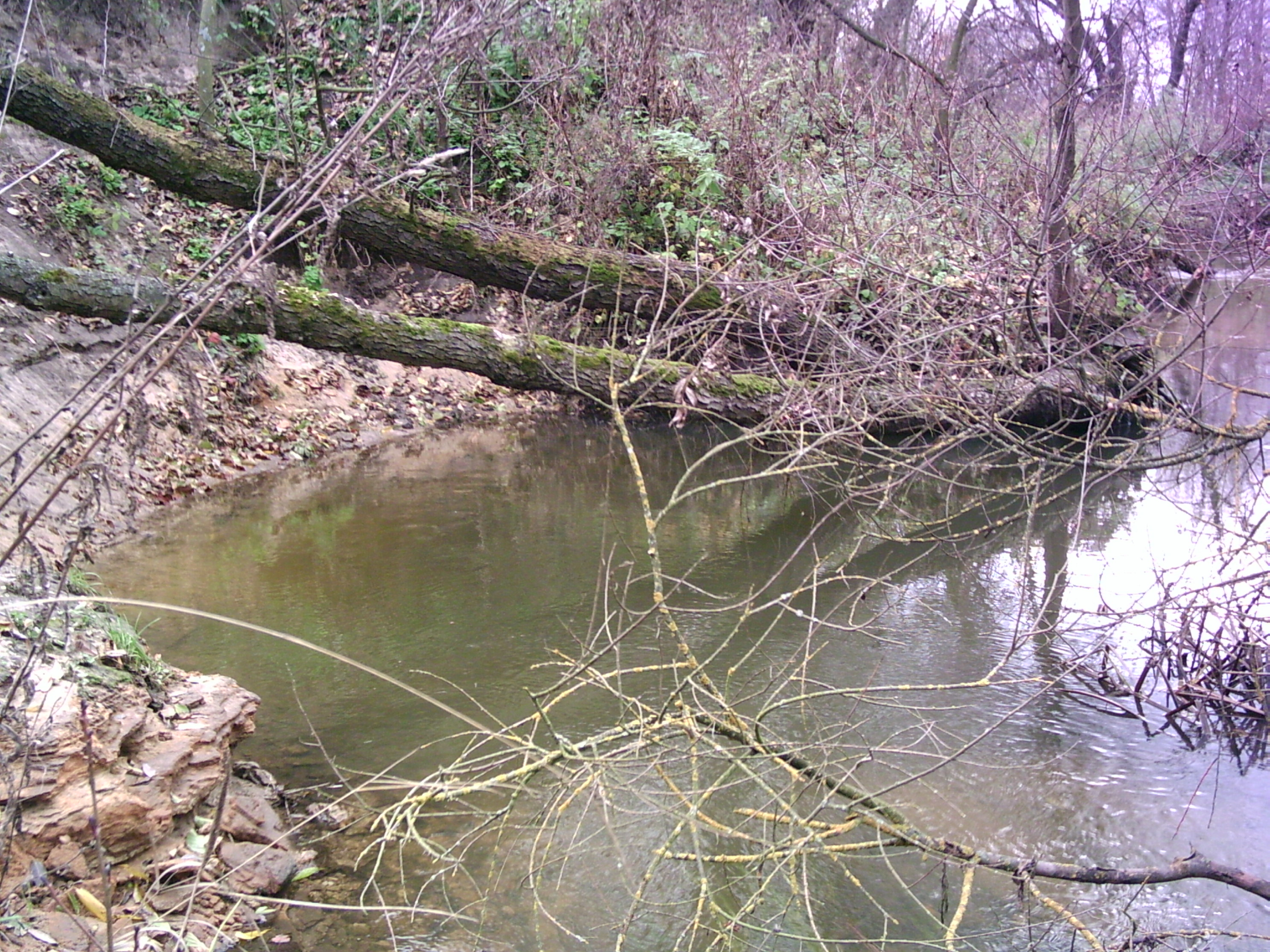

Берёт начало у с. Новосёлки. Протекает по территории Обуховского и Белоцерковского районов Киевской области.
Близ села Шарки на левом берегу Гороховатки расположено городище древнего Торческа. В месте впадения Гороховатки в Рось находится археологический памятник Бушевское городище.